# Una noche entera de amor
«Una noche entera de amor» es una canción del músico chileno Jorge González lanzada como tercer y último sencillo de su disco Trenes (2015).
La canción fue estrenada en vivo en la vuelta a los escenarios de González luego de sufrir un ACV en febrero de 2015, en el concierto Nada es para siempre realizado el 27 de noviembre del mismo año.
El video musical, estrenado en la página de Facebook del músico recién en abril de 2016, nos muestra a Jorge González cantando la canción en el homenaje del Movistar Arena, e imágenes de González en un fondo negro. El director del video declaró que "había 10 cámaras en 10 ángulos diferentes grabando el concierto, y al revisarlos la versión que cantó Jorge en vivo calzaba con la versión de estudio, y aquí está el resultado". 
También la canción cuenta con una versión en Inglés qué se lanzó en el recopilatorio Double Life 2014-2016 de leonino (Jorge González) 